# Eveline Bergwerf
Eveline Bergwerf (29 mei 1981) is een Nederlandse schrijfster van jeugdboeken, politica en docent geschiedenis.

## Schrijverscarrière
Haar debuut maakte Bergwerf in 2004 met Geheim van de schrijver, een historische oorlogsroman met als onderwerp de Normandische verovering van Engeland. Dit boek vloeide voort uit Bergwerfs studie (Zeegeschiedenis aan de Universiteit Leiden) en haar bewondering voor schrijvers uit het genre van historische jeugdboeken, zoals onder anderen Thea Beckman.
Het boek De erfdochter van Rennenberg (2005) ging over de Tachtigjarige Oorlog. Literatuurcriticus Hennie Walgemoed-de Jonge plaatste Bergwerf in de traditie van Thea Beckman, maar vond dat zij in dit boek een onnatuurlijke manier gebruikte om informatie te verstrekken. In een recensie van het Nederlands Dagblad werd positief gesproken over Bergwerfs beeldende schrijfstijl in dit boek. Bergwerf heeft zich voor dit boek laten inspireren door het verraad van de Graaf van Rennenberg.
Twee jaar later verscheen Waldemar, schildknaap van Grimberten, een ridderroman die speelt in de middeleeuwen. Datzelfde jaar, 2007, werd Bergwerfs boek Hoeder gezocht uitgegeven bij uitgeverij Ellessy (hiervoor publiceerde Berwerf bij Den Hertog). Met dit boek, een magisch sprookje over twee kinderen die in de middeleeuwen terechtkomen, koos Bergwerf voor het genre magie/griezel/fantasie.

## Overige activiteiten
Naast haar schrijverschap is ze docent op het Willem de Zwijger College in Papendrecht. Aan de Radboud Universiteit volgde zij een opleiding tot ECHA-specialist. In 2019 was ze op het Willem de Zwijger College initiatiefnemer voor een tussenjaar voor hoogbegaafde leerlingen, die op de basisschool een leerjaar hadden overgeslagen en tevens een vwo-advies hadden, maar mogelijk sociaal-emotioneel nog te jong waren voor het middelbaar onderwijs.
In 2018 deed ze namens de PvdA mee aan de gemeenteraadsverkiezingen in Papendrecht.